# L'Organisation
Pour l’article homonyme, voir L'Organisation (film, 1971).
Pour l’article homonyme, voir L'Organisation (roman, 2009).
L'Organisation est un roman de Jean Rolin publié le 26 novembre 1996 aux éditions Gallimard et ayant reçu la même année le prix Médicis ex æquo avec Orlanda de Jacqueline Harpman.

## Résumé
Écrit à la première personne — selon une narration de type autodiégétique —, et largement autobiographique, ce roman raconte l’itinéraire personnel du narrateur, sur une durée d’environ vingt-cinq ans (de 1969 à 1995). La majorité de la première partie met en scène les aventures du narrateur au sein d’une organisation maoïste où il est engagé au début des années 1970 (on reconnaît la Gauche prolétarienne, explicitement citée). Après qu’il l’a quittée, on le suit dans ses voyages et ses errances.

## Éditions
- L'Organisation, éditions Gallimard, 1996  (ISBN 2070745511).